# Elecciones municipales de 2011 en Alcobendas
Las elecciones municipales de 2011 se celebraron en Alcobendas el domingo 22 de mayo, de acuerdo con el Real Decreto de convocatoria de elecciones locales en España dispuesto el 28 de marzo de 2011 y publicado en el Boletín Oficial del Estado el día 29 de marzo. Se eligieron los 27 concejales del pleno del Ayuntamiento de Alcobendas mediante un sistema proporcional (método d'Hondt) con listas cerradas y un umbral electoral del 5 %.

## Resultados
Las elecciones fueron ganadas por el Partido Popular. La candidatura de Unión Progreso y Democracia quedó segunda en número de votos, obteniendo el mejor resultado de la formación magenta en la Comunidad de Madrid, en una lista liderada por el exalcalde socialista José Caballero Domínguez, que quedó como líder de la oposición, hasta que José Caballero Domínguez dimitió, y entonces el PSOE pasó a ser el líder de la oposición. Tercero, y muy cerca de UPyD quedó la candidatura del Partido Socialista Obrero Español liderada por Rafael Sánchez Acera. La última candidatura con representación fue la de Izquierda Unida-Los Verdes (IU-LV), liderada por María Benito, que posteriormente abandonó este partido para presentar su candidatura en Ganemos en 2015. Los resultados completos correspondientes al escrutinio definitivo se detallan a continuación:
| Candidatura                                  | Candidatura                                  | Votos  | %                               | Concejales                      |
| -------------------------------------------- | -------------------------------------------- | ------ | ------------------------------- | ------------------------------- |
|                                              | Partido Popular (PP)                         | 25 239 | 49,68                           | 15                              |
|                                              | Unión Progreso y Democracia (UPyD)           | 9732   | 19,16                           | 5                               |
|                                              | Partido Socialista Obrero Español (PSOE)     | 9697   | 19,09                           | 5                               |
|                                              | Izquierda Unida-Los Verdes (IU-LV)           | 3438   | 6,77                            | 2                               |
| Ecolo Verdes-Izquierda Social (Ecolo Verdes) | Ecolo Verdes-Izquierda Social (Ecolo Verdes) | 1164   | 2,29                            | 0                               |
| Partido Humanista (PH)                       | Partido Humanista (PH)                       | 231    | 0,45                            | 0                               |
| Alternativa Española (AES)                   | Alternativa Española (AES)                   | 198    | 0,39                            | 0                               |
| Votos en blanco                              | Votos en blanco                              | 1100   | 2,17                            | n/a                             |
| Votos válidos                                | Votos válidos                                | 50 796 | 100,00                          | 27                              |
| Votos nulos                                  | Votos nulos                                  | 713    | Participación: \| \| 68,64 % \| | Participación: \| \| 68,64 % \| |
| Votantes                                     | Votantes                                     | 51 509 | Participación: \| \| 68,64 % \| | Participación: \| \| 68,64 % \| |
| Electores                                    | Electores                                    | 75 041 | Participación: \| \| 68,64 % \| | Participación: \| \| 68,64 % \| |
|                                              | 68,64 %                                      |        |                                 |                                 |

## Concejales electos
Relación de concejales electos:
| N.º | Nombre                                | Lista | Lista |
| --- | ------------------------------------- | ----- | ----- |
| 1   | Ignacio García de Vinuesa Gardoqui    |       | PP    |
| 2   | Pablo Juan Salazar Gordón             |       | PP    |
| 3   | José Caballero Domínguez              |       | UPyD  |
| 4   | Rafael Sánchez Acera                  |       | PSOE  |
| 5   | Mónica Amada Sánchez Galán            |       | PP    |
| 6   | Ramón Cubián Martínez                 |       | PP    |
| 7   | María Concepción Villalón Blesa       |       | PP    |
| 8   | Miguel Ángel Arranz Molins            |       | UPyD  |
| 9   | Cristina Martínez Concejo             |       | PSOE  |
| 10  | Agustín Martín Torres                 |       | PP    |
| 11  | María Paloma Cano Suárez              |       | PP    |
| 12  | Vicente Benito Durango                |       | IU-LV |
| 13  | Emilio Martín López                   |       | UPyD  |
| 14  | José Mario Sánchez López              |       | PSOE  |
| 15  | Luis Miguel Torres Hernández          |       | PP    |
| 16  | María Lucrecia García Aguado          |       | PP    |
| 17  | María Felicidad Yolanda Palacio Vela  |       | PP    |
| 18  | María Celia García Aguayo             |       | UPyD  |
| 19  | Ángel Sánchez Sanguino                |       | PSOE  |
| 20  | José Alvariño Muñoz                   |       | PP    |
| 21  | María del Mar Rodríguez Fernández     |       | PP    |
| 22  | Marina del Carmen Hernández Gutiérrez |       | UPyD  |
| 23  | Fernando Martínez Rodríguez           |       | PP    |
| 24  | María Dolores Gibaja Guerra           |       | PSOE  |
| 25  | Alberto Manuel Hervías Aguilar        |       | PP    |
| 26  | Licinio Gil Mazariegos                |       | IU-LV |
| 27  | María Elisabet Bracco Estrada         |       | PP    |